# والت دیزنی فرانسه
والت دیزنی فرانسه (انگلیسی: The Walt Disney Company France) شرکت سرگرمی فرانسوی است، که در سال ۱۹۹۲ توسط شرکت والت دیزنی دایرکت-تو-کاستومر تأسیس شد.